# 選擇法庭
選擇法庭又稱挑選法院（英語：Forum Shopping），是指诉讼当事人在起訴時選擇最有可能有利於其判决的法院來审理其案件。例如美国因其有利的诉讼环境而吸引外国诉讼人前來起訴，英国因其更严格的诽谤法和慷慨的离婚补偿而吸引外国诉讼人。